# Выборгский район (Санкт-Петербург)

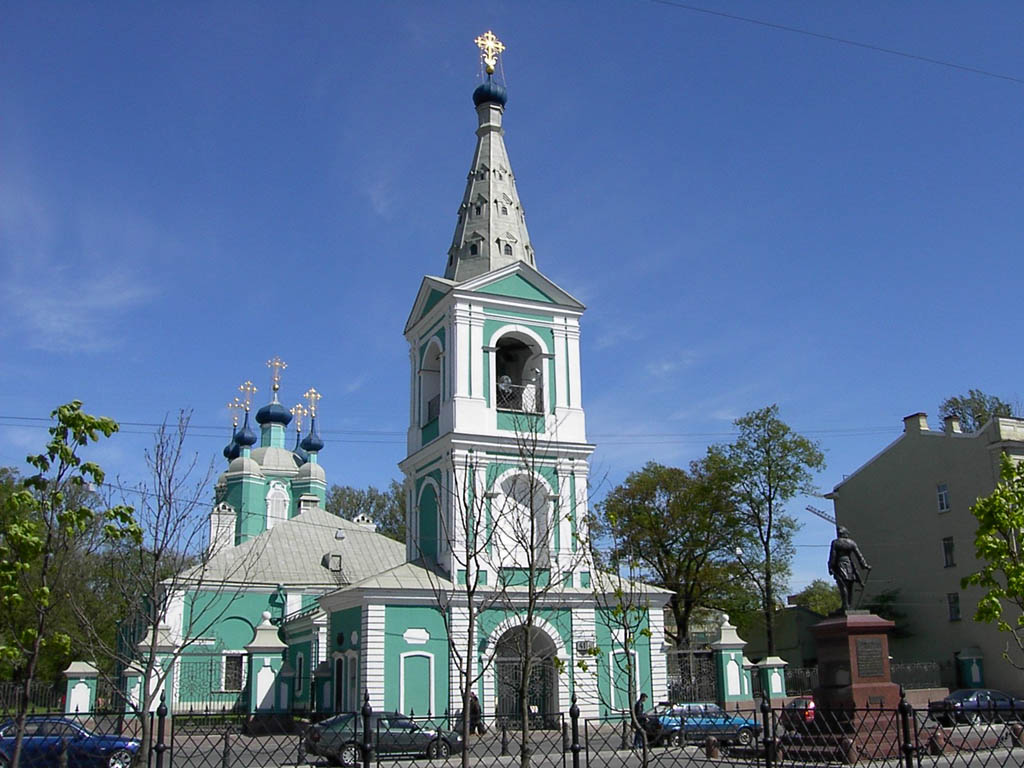
Сампсониевский собор с колокольней на Большом Сампсониевском проспекте, главной магистрали района

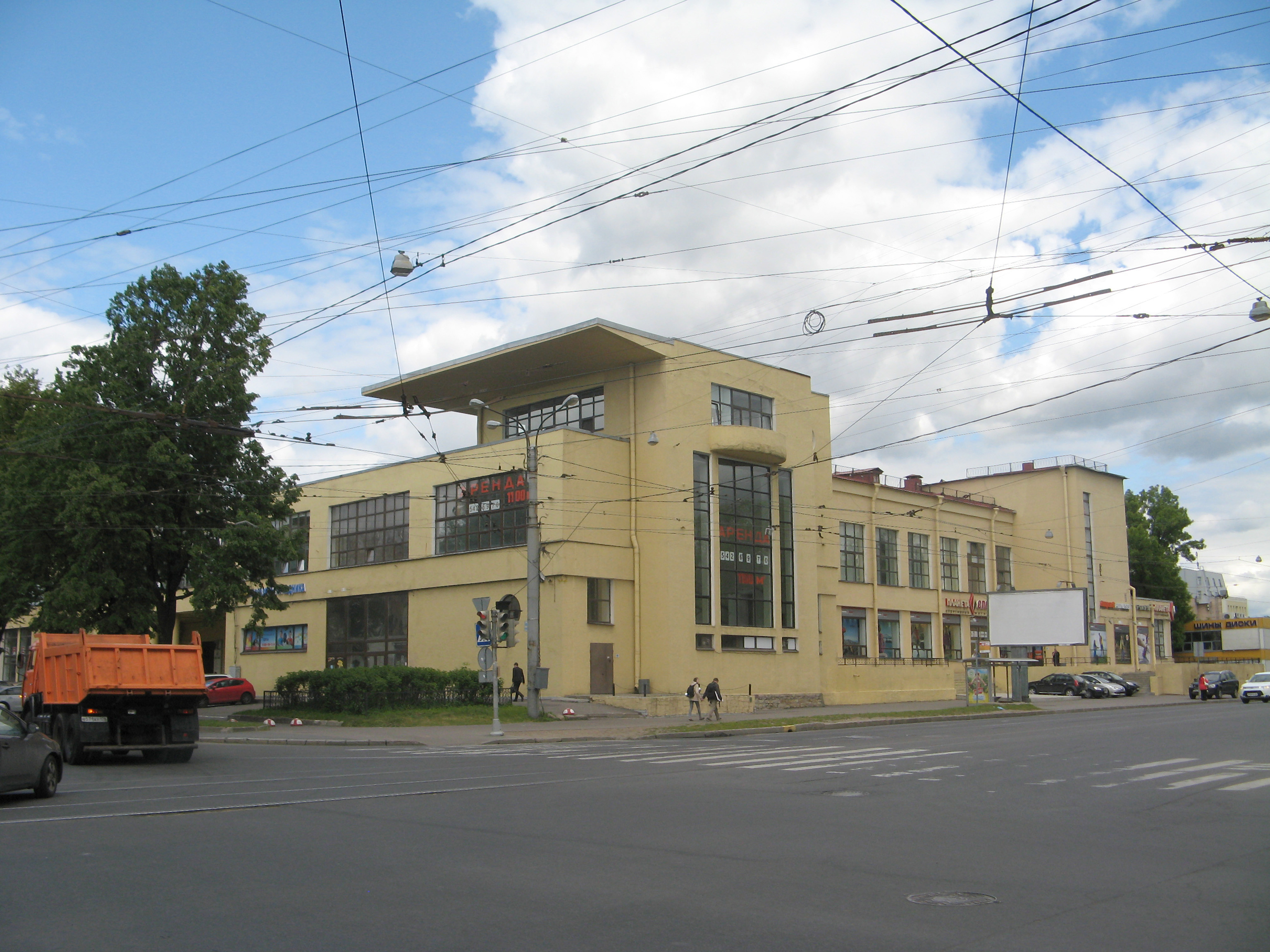
Выборгская фабрика кухня на пересечении Гренадерской улицы с Большим Сампсониевским проспектом

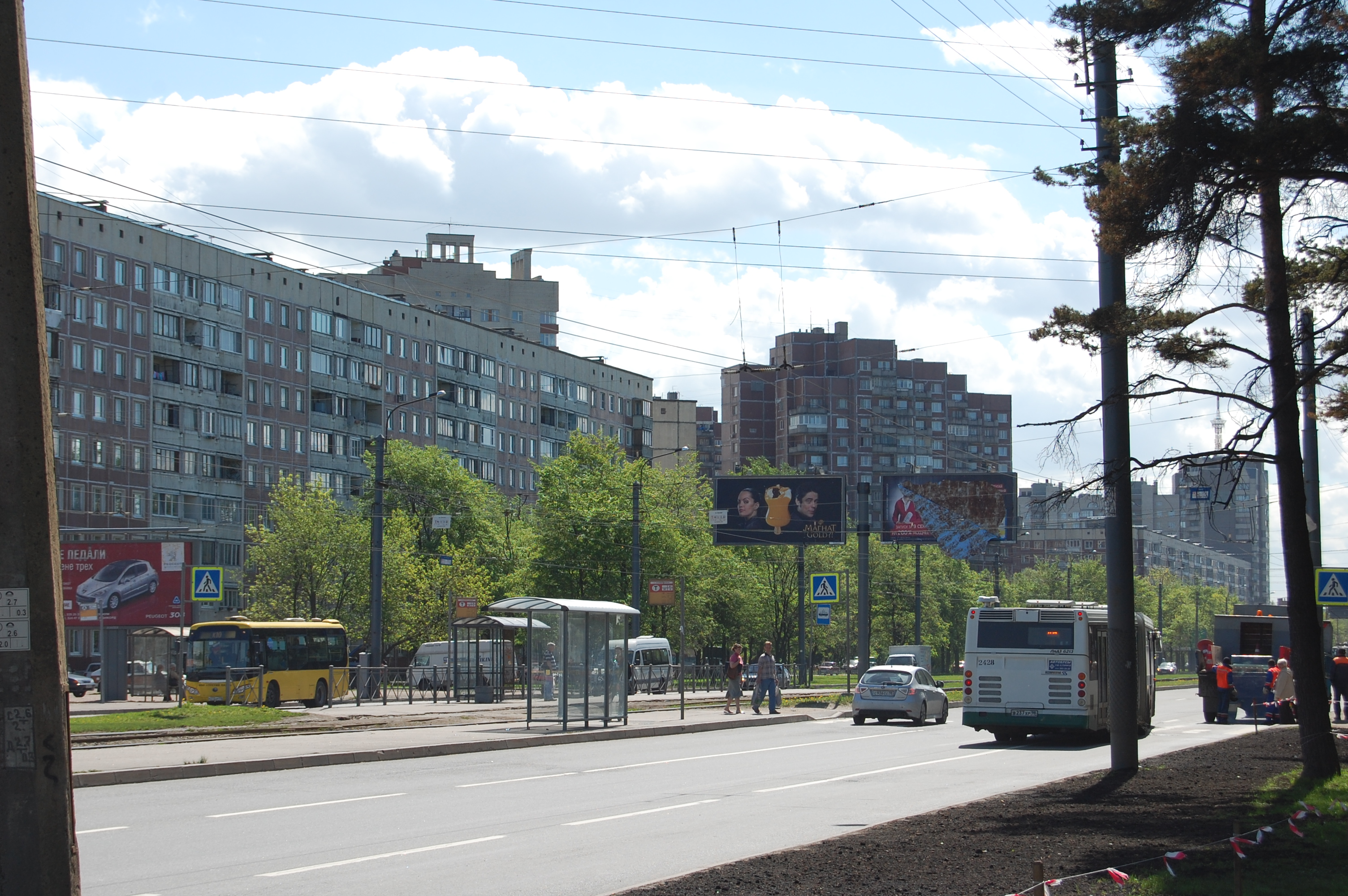
Тихорецкий проспект. Вид от парка Сосновка в Выборгском районе на застройку в Калининском районе

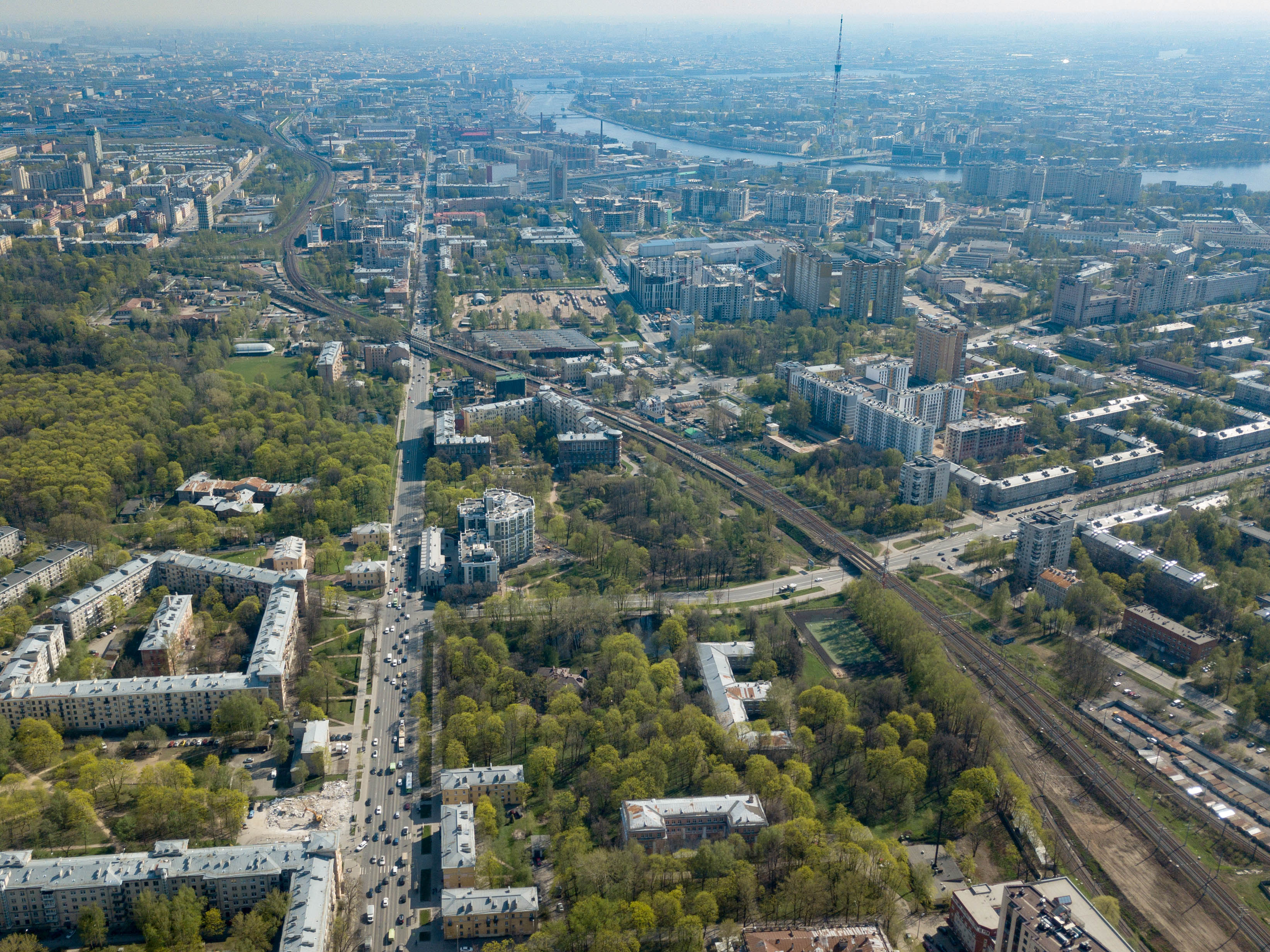
Железнодорожная станция Ланская

Вы́боргский райо́н (с 1952 по 1957 год — Сталинский район) — административно-территориальная единица Санкт-Петербурга. Расположен в северной части города. Район занимает 10-е место из 18 по качеству жизни. Соседствует с двумя крупными промзонами, одной на севере, в Парнасе, и на западе — в соседнем Приморском районе. На востоке граничит с Калининским районом, а на западе, помимо Приморского, также и Курортным.

## История
Ещё до образования города тут находились русские поселения: Одинцово, Кокошкино, Гринкино, Максимово, которые назывались общим словом Выборгская Сторона, позже ставшая опорным пунктом у границы со Швецией, а сама река Большая Невка размещалась на границе. Позже по приказу Петра I тут были построены морской и сухопутный госпитали в 1715 и 1717 годах (ныне Военно-медицинская академия). Особенность Большой Невки заключалась в том, что при наводнениях тут не повышался уровень воды, поэтому берег стали застраивать складами, амбарами и госпиталями. С 1711 года регион начал застраиваться скромными жилыми домами, в которых жили строители города, солдаты и мастеровые, образуя таким образом сословие среднего класса. Они образовали новые слободы: бочарная, компанейская, госпитальная, синявинская. Выборгская сторона осваивалась медленнее, чем остальные районы Петербурга, а на его окраинах стали появляться промышленные предприятия: сахарные, кожевенные, пивоваренные заводы, верфь, казармы и тюрьмы. Непосредственно у самого берега царские сановники строили свои дачи. Район расширялся в меридиональном направлении на север, а южная часть района, где располагалась госпитальная слобода, официально вошла в состав города в XVIII веке.
Ко второй половине XIX века вдоль Большой Невки образуется промышленный район и населённый пункт «Лесное», чьи границы вероятно простирались по правую сторону Выборгского шоссе (пр. Энгельса) между современными Ланской и Манчестерской улицами, проспектом Мориса Тореза, Богословским кладбищем и парком Лесного института.
В начале XIX века Александр I разрешил английскому отставному капитану Давидсону построить образцовую сельскохозяйственную ферму, для чего он выкупил обширные земли за Выборгской стороной, а также часть Спасской мызы. Однако ферма приносила убытки и была продана государству, которое на её месте разместило в 1811 году Лесной институт или немецк. «Форст-институт», который превратил принадлежащие ему территории в Лесной Парк, благоустроив её окрестности, застраивать её новыми дорогами, деревьями и оранжереями. Из-за нехватки средств, Лесной институт начал продавать часть своих земель частным лицам, которые в свою очередь стали строить дачи, таким образом у парка появился оживлённый пригород, который получил название «дачи за Лесным институтом». В 1887 году институт стал военно-учебным заведением и получил название Лесной корпус. Со временем среди населения прижилось слово «Лесное» и стало обозначать помимо парка и населённый пункт. В начале XX века здесь был открыт Политехнический институт.
В марте-мае 1917 года в Петрограде в числе первых пятнадцати был образован Выборгский район. После революции брошенные здания были заселены простыми рабочими. 12 июля 1922 года к Выборгскому району был присоединен Пороховской район. 9 апреля 1936 года из Выборгского района выделен Красногвардейский район.
28 января 1952 года указом Президиума Верховного Совета РСФСР Выборгский район переименован в Сталинский. 3 апреля 1954 года при ликвидации Парголовского района Ленинградской области в состав Сталинского района были переданы рабочие посёлки Левашово и Парголово. В январе 1958 года район вновь переименован в Выборгский.
В 1960-е годы в районе началось массовое жилищное строительство, большинство исторических зданий северной части района было снесено.
Современные границы района образовались в 1988 году.

## Население
| 1939     | 2002     | 2009     | 2010     | 2012     | 2013     | 2014     | 2015     | 2016     |
| -------- | -------- | -------- | -------- | -------- | -------- | -------- | -------- | -------- |
| 206 988  | ↗419 567 | ↘410 320 | ↗447 562 | ↗450 969 | ↗462 226 | ↗472 079 | ↗482 450 | ↗493 051 |
| 2017     | 2018     | 2019     | 2020     | 2021     | 2023     | 2024     | 2025     |          |
| ↗502 988 | ↗509 592 | ↗518 709 | ↗522 746 | ↗533 808 | ↗541 590 | ↗543 567 | ↗551 925 |          |

Национальный состав
По итогам переписи населения 2020 года проживали следующие национальности (национальности менее 0,1 % и другое см. в сноске к строке «Другие»):
| Национальность | Численность, чел. | Доля     |
| -------------- | ----------------- | -------- |
| Русские        | 434 554           | 81,41 %  |
| Украинцы       | 3477              | 0,65 %   |
| Татары         | 1986              | 0,37 %   |
| Белорусы       | 1603              | 0,30 %   |
| Армяне         | 1556              | 0,29 %   |
| Азербайджанцы  | 1453              | 0,27 %   |
| Таджики        | 1159              | 0,22 %   |
| Узбеки         | 1029              | 0,19 %   |
| Евреи          | 872               | 0,16 %   |
| Грузины        | 642               | 0,12 %   |
| Другие         | 85 477            | 16,02 %  |
| Итого          | 533 808           | 100,00 % |

## Инфраструктура и экология
В районе есть многочисленные магистрали, 6 станций метро. В районе уравновешено соотношение промышленных и рекреационных зон. Там расположены крупные зелёные насаждения, такие, как парк Лесотехнической Академии и Сосновка. Также в районе разбито 50 садов и скверов. В районе широко представлены торгово-развлекательные центры, ближе к Большой Невке располагаются деловые центры. Для детей работает более 150 образовательных учреждений для детей, детские сады, построено множество детских площадок, дома творчества, спортзалы и клубы. Также в районе действует несколько крупных медицинских учреждений и вузов.
Одна из существенных проблем остаётся в загрязнении воздуха из-за избытка промышленных зон и устаревших зданий завода. В районе зафиксировано сильное загрязнение воздуха и воды химическими элементами и нефтепродуктами из-за плохо организованной системы стоков. В некоторых частях района превышен уровень радиации.

### Метро
Большинство станций метро было построено в советскую эпоху, что уже давно обеспечивает району хорошую доступность. В перспективе станцию Лесная планируется связать с кольцевой линией.

 Лесная (1975 год)

 Выборгская (1975 год)

 Парнас (2006 год)

 Проспект Просвещения (1988 год)

 Озерки (1988 год)

 Удельная (1982 год) 

 Лесная 2 (срок не обозначен) (в планах) →  Лесная

## Границы района
Железнодорожная станция «Ланская» — железная дорога на Выборг — Суздальский проспект — проспект Культуры — Тихорецкий проспект — Политехническая улица — Полюстровский проспект — Литовская улица — Лесной проспект — улица Академика Лебедева — Пироговская набережная — Выборгская набережная — Кантемировская улица — Студенческая улица — станция Ланская.

## Экономика
В районе расположено 30 722 предприятий различных секторов и отраслей экономики, из них малых предприятий 11 154, индивидуальных предпринимателей 5024. Среди крупнейших предприятий и НИИ Выборгского района ПАО «Светлана», АО НПК Северная Заря, завод «Вибратор», ЦНИИ Электрон, Машиностроительный завод им. В. Я. Климова (в составе АО «Климов»), завод «Компрессор», Радиевый институт им. В. Г. Хлопина и другие. В районе работает около 140 тысяч человек (2007).
Крупные предприятия района были с XIX века по 1990-е годы основой занятости населения, участвовали в жилой застройке и развитии социальной инфраструктуры, образования и занятости (Нобелевский жилой городок, Городок текстильщиков, стадионы заводов имени Климова и «Светлана», заводские поликлиники — медсанчасти — и детские сады, шефство над школами, профтехучилищами, техникумами и профильными кафедрами вузов).
Предприятия до революции 1917 года были основаны известными промышленниками, чьи фамилии ассоциировались с торговыми марками:
- Нобель (при СССР завод носил имя «Русский дизель»),
- Лесснер (в Советское время заводы «Двигатель» (ранее «Старый Лесснер»[29]) и имени Карла Маркса (бывший «Новый Лесснер»)),
- Эрикссон (завод с 1918 г. был известен как «Красная Заря», а во второй половине XX века от него отпочковались «Северная Заря» и ряд других),
- Айваз[30] (завод «Светлана»),
- Ландрин[31] (кондитерская фабрика имени Микояна > комбинат имени Крупской > «Азарт».

## Учреждения культуры
- Дворец культуры «Выборгский»,
- Клуб «Выборгская сторона»,
- Дом молодежи «Форпост»,
- Государственная филармония Санкт-Петербурга для детей и юношества (Детская филармония)
- ГБУ ДО ДДЮТ Выборгского района[32]

## Физическая культура и спорт
Ежегодно на территории Выборгского района проходит массовый легкоатлетический пробег «Испытай себя», ежегодные массовые соревнования по спортивному ориентированию «Снежная тропа». Действует скейт-парк.

## Парки и природные объекты
Полный список см. в Приложение 1 к Закону Санкт-Петербурга «О зеленых насаждениях общего пользования» от 19 сентября 2007 года N 430-85 (с изменениями на 30 июня 2010 года) (в редакции, введенной в действие с 23 июля 2010 года Законом Санкт-Петербурга от 30 июня 2010 года N 410-92) Ежегодные перечни территорий зелёных насаждений общего пользования Санкт-Петербурга утверждаются распоряжениями Комитета по благоустройству Администрации Санкт-Петербурга — см. на 2019 г. Распоряжение Комитета по благоустройству Санкт-Петербурга от 21.03.2019 № 64-Р «О внесении изменения в распоряжение Комитета по благоустройству Санкт-Петербурга от 31.08.2018 № 206-р»
- Сампсониевский сад
- Литовский сад
- Сад Александра Матросова[34][35]
- Парк Санкт-петербургского государственного лесотехнического университета
- Воронинский сквер[36][37]
- Полюстровский сад
- Сосновка (парк)
- Шуваловский парк
- Выборгский сад
- Серебряный пруд
- Сад Ивана Фомина
- Часть Удельного парка (восточнее ж/д)

## Достопримечательности
- Сампсониевские собор и сад
- Церковь св. кн. Анны Кашинской
- Здания и территория Военно-медицинской академии и памятники при ней
- Промышленная архитектура XIX — начала XX века. Кирпичный стиль
- Нобелевский городок и доходные дома дореволюционной постройки
- Гостиница «Санкт-Петербург»
- Выборгский дворец культуры
- Здания Военного института физической культуры — ранее казармы Московского (Литовского) полка
- Здания и территория Педиатрического университета
- Жилые кварталы стиля конструктивизм для рабочих и сталинского для специалистов
- Школа номер 104
- Парк и здания Лесотехнического университета
- Ансамбль площади Мужества
- Ансамбль Светлановской площади
- Усадьба Осиновая роща — объект ЮНЕСКО
- Особняк Котлова
- Здание станции Шувалово
- Здание станции Парголово
- Здание станции Левашово

## Внутригородские муниципальные образования
В границах Выборгского района Санкт-Петербурга располагаются 8 внутригородских муниципальных образований: 6 муниципальных округов и 2 посёлка:
| № | Флаг | Герб | Статус ВМО | Название ВМО    | Дата присвоения       | Бывшее № название | Площадь, км² | Население, чел. (2025 г.) |
| - | ---- | ---- | ---------- | --------------- | --------------------- | ----------------- | ------------ | ------------------------- |
| 1 |      |      | мун. округ | Сампсониевское  | 05.02.1999            | МО № 12           | 4,90         | ↗39 654                   |
| 2 |      |      | мун. округ | Светлановское   | 05.02.1999            | МО № 13           | 22,03        | ↗90 456                   |
| 3 |      |      | мун. округ | Сосновское      | 05.02.1999            | МО № 14           | 5,77         | ↗60 831                   |
| 4 |      |      | мун. округ | № 15            |                       | МО № 15           | 4,20         | ↗61 428                   |
| 5 |      |      | мун. округ | Сергиевское     | 02.06.2000 01.07.2017 | МО № 16 Парнас    | 6,13         | ↗60 398                   |
| 6 |      |      | мун. округ | Шувалово-Озерки | 17.06.1998            | МО № 17           | 7,20         | ↗117 262                  |
| 7 |      |      | посёлок    | Левашово        |                       |                   | 34,43        | ↗6134                     |
| 8 |      |      | посёлок    | Парголово       |                       |                   | 42,00        | ↗115 762                  |

## Соборы и церкви
- Сампсониевский собор
- Церковь Петра и Павла в Парголово

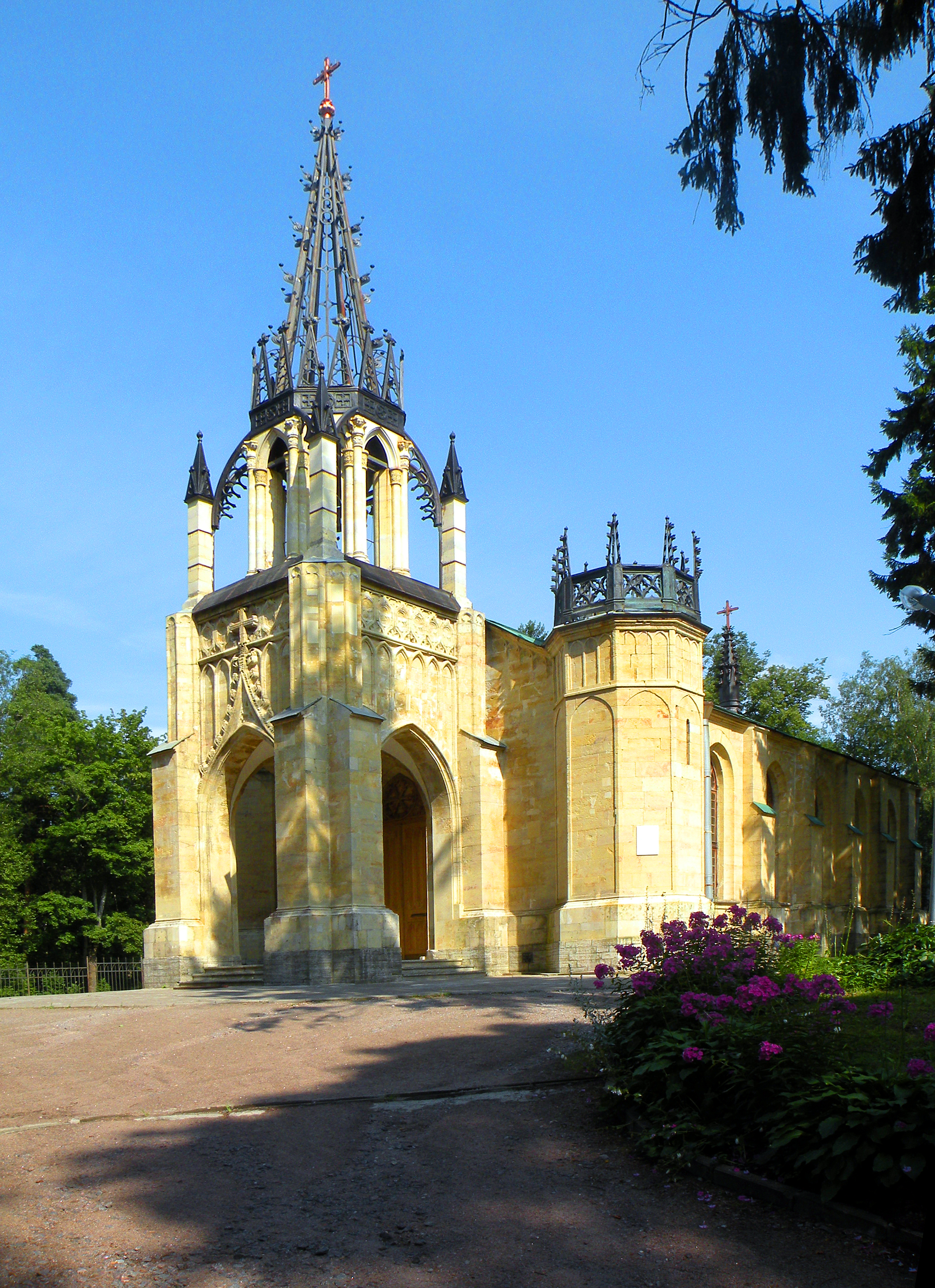
Церковь Петра и Павла в Шуваловском парке

- Церковь Анны Кашинской (Санкт-Петербург) (подворье Введено-Оятского монастыря)
- Храм Преображения Господня в Лесном
- Новосильцевская церковь (не сохр.)
- Кирха в немецкой колонии Ново-Парголово (не сохр.)
- Троицкая церковь в Озерках
- Спасская церковь на Шуваловском кладбище
- Церковь Иоасафа Белгородского в Парголово
- Католический храм Посещения Пресвятой Девой Марии Елизаветы
- синагога Выборгского района «Бейт-Менахем»

## Кладбища
- Шуваловское кладбище
- Северное кладбище
- Левашовское мемориальное кладбище